# Sotkamon Jymy

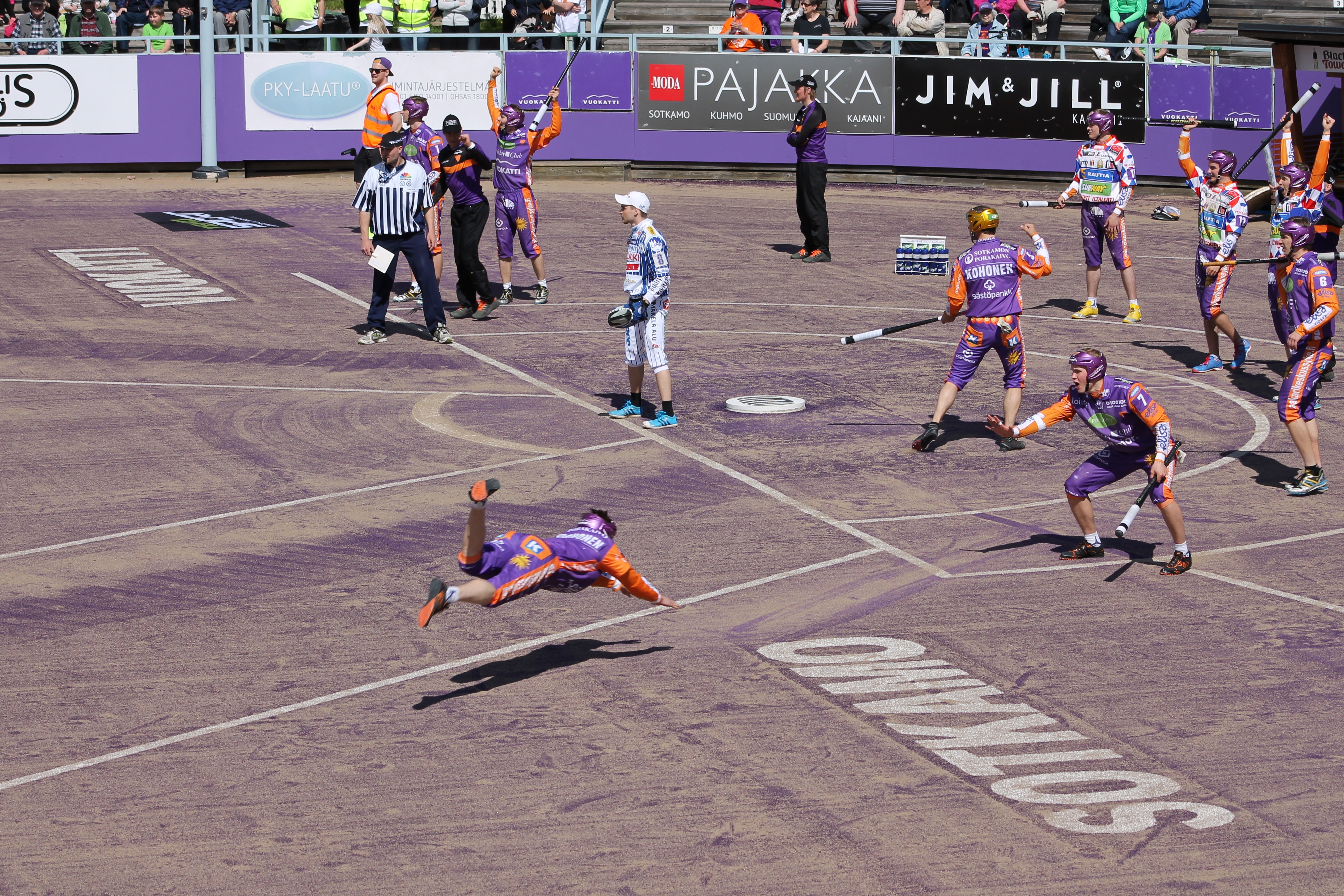
Sotkamon jymy mot Vimpelin Veto

Sotkamon Jymy är en bobollklubb från Sotkamo i Finland. Klubben grundades i maj 1909.
Klubbens herrlag spelar i Superpesis och har vunnit nitton FM-guld (senast 2020).

## Meriter

### Finska mästerskapet för herrar
- Guld (19): 1963, 1990, 1992, 1993, 1995, 1996, 1997, 2001, 2002, 2003, 2004, 2006, 2009, 2011, 2012, 2013, 2014, 2015 och 2020
- Silver (7): 1991, 2000, 2007, 2008, 2016, 2017 och 2019
- Brons (3): 1994, 2005, 2010